# Kodjo

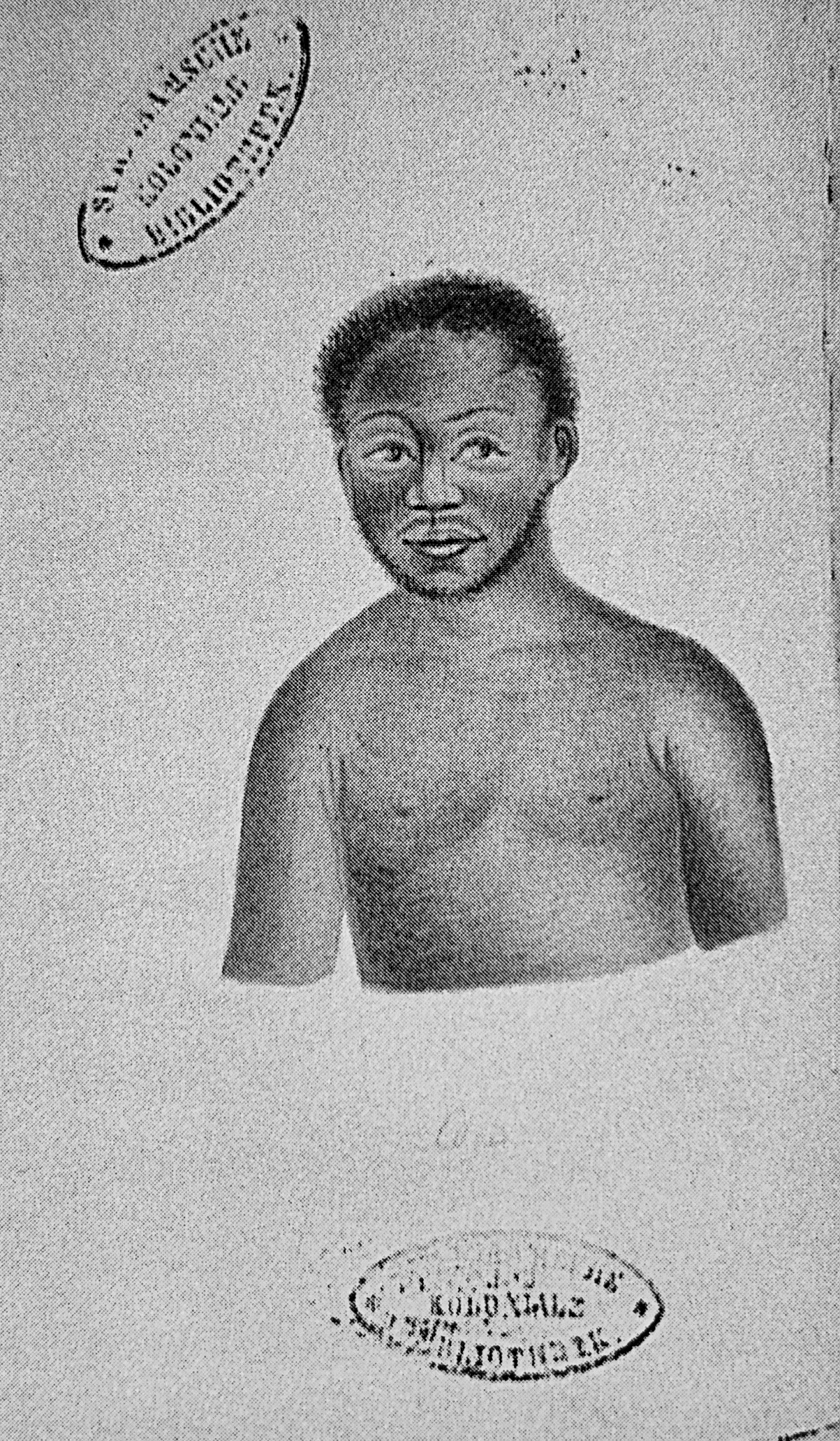
Portret van Cojo. Pentekening gemaakt door Gerrit Schouten op 24 januari 1833

Kodjo, in de oudste bronnen geschreven als Cojo, later ook vaak als Codjo en soms als Kodyo (Suriname, circa 1803 - Paramaribo, 26 januari 1833)  was een van de Surinaamse slaven die in 1832 hoofdverantwoordelijk werd gehouden voor de grote stadsbrand van Paramaribo, die werd gezien als couppoging tegen het wettig gezag.
Kodjo, door zijn voormalige eigenaar 'Andries' genoemd, behoorde toe aan ene D.M. Sanches. Slaven werden soms door hun eigenaars verhuurd aan derden. Kodjo woonde bij missie Peggie, toen hij wegliep - mogelijk uit angst voor zware straf na een licht vergrijp. Hij verstopte zich met andere weglopers in het "Picornobosch" vlak buiten Paramaribo. Van daaruit begaven zij zich meermalen naar de stad om middels kleine diefstallen in hun onderhoud te voorzien. 
Op 3 september 1832 stichtten zij brand in de winkel van Monsanto, om in de verwarring bakkeljauw en pekelvlees te kunnen stelen. Door de straffe wind sloeg de brand snel over naar andere panden en die dag en de daaropvolgende werd een groot deel van de houten stad in de as gelegd. Kodjo werd samen met Present en Mentor aangemerkt als een van de voornaamste leiders van deze als staatsvijandig beschouwde brandstichting(en). De drie werden veroordeeld tot de brandstapel. 
Volgens Marten Douwes Teenstra, die de mannen op de ochtend voor de rechterlijke uitspraak bezocht in de gevangenis, was Kodjo ongeveer 30 jaar oud, was hij klein van stuk, had vurige ogen en enkele brandmerken op zijn linkerarm. Teenstra vroeg de verdachten hoe zij zich voelden. Nadat Present had geantwoord dat alle blanken moesten sterven sloeg Kodjo met zijn geboeide handen op een stenen vensterbank roepende Da ston srefi moesoe broko! (Deze steen zelf moet breken).
De executie werd op 26 januari 1833 voltrokken. Het vonnis werd uitgevoerd ten overstaan van het voltallige Hof, de procureur-generaal en de griffier.

## Herdenking
- Henri François Rikken schreef over de brand de goed gedocumenteerde roman Codjo, de brandstichter (1902).
- Het plein op de plaats van het vroegere executieterrein kreeg in 2020 de naam Kodjo, Mentor en Presentpren. Elk jaar vindt er een kranslegging plaats, met speeches, optredens en gedichtenvoordracht.[6]